# Liste der Baudenkmale in Geraldine
Die Liste der Baudenkmale in Geraldine umfasst alle vom New Zealand Historic Places Trust (NZHPT) als „Historic Place“ oder „Historic Area“ eingestuften Baudenkmale und Flächendenkmale der neuseeländischen Ortschaft Geraldine. Die Angaben stammen aus dem Register des NZHPT. Die Bezeichnungen der Baudenkmale orientieren sich an diesem Register. In die Liste werden auch bekannte Wahi Tapu (Area), kulturell und religiös bedeutsame Stätten und Gebiete der Māori, aufgenommen. Sie werden jedoch meist nicht publiziert.

| Bild           | Bezeichnung                                                      | Ort       | Anschrift                                                  | Beschreibung                                | Bauzeit         | Eintrag           | Nummer | Kat. |
| -------------- | ---------------------------------------------------------------- | --------- | ---------------------------------------------------------- | ------------------------------------------- | --------------- | ----------------- | ------ | ---- |
| BW             | Orari Gorge Station Farm Buildings                               | Geraldine | Tripp Settlement Road, Orari Gorge Station Karte (ungenau) | Farmgebäude                                 | 1859 (ab)       | 27. Juni 2008     | 7763   | 1    |
| weitere Bilder | Crown Hotel                                                      | Geraldine | 31 Talbot Street Karte                                     | Hotel                                       | n.a.            | 23. Juni 1983     | 2018   | 2    |
| weitere Bilder | Post Office Geraldine                                            | Geraldine | 49 Talbot Street Karte                                     | Postamt, heute Laden                        | 1908            | 23. Juni 1983     | 2019   | 2    |
| weitere Bilder | Geraldine Historical Society Museum (Formerly Town Board Office) | Geraldine | Cox Street Karte                                           | Gemeindeverwaltung, ehemalige, heute Museum | 1885            | 23. Juni 1983     | 2020   | 2    |
| weitere Bilder | St Mary's Church (Anglican)                                      | Geraldine | Talbot Street Karte                                        | Kirche, anglikanische                       | n.a.            | 23. Juni 1983     | 2021   | 2    |
| weitere Bilder | St Mary's Church Vicarage                                        | Geraldine | Talbot Street Karte                                        | Pfarrei                                     | 1900            | 23. Juni 1983     | 2022   | 2    |
| weitere Bilder | Brick Cottage                                                    | Geraldine | 137 Talbot Street Karte                                    | Wohnhaus                                    | n.a.            | 23. Juni 1983     | 2023   | 2    |
| weitere Bilder | Shop Cottage                                                     | Geraldine | 192 Talbot Street Karte                                    | Laden                                       | n.a.            | 23. Juni 1983     | 2025   | 2    |
| weitere Bilder | Co-operative Cheese Factory                                      | Geraldine | 53 Pleasant Valley Road, RD21 Karte                        | Käsefabrik                                  | 1884            | 11. Dezember 2003 | 1980   | 2    |
| BW             | St Anne's Church                                                 | Geraldine | Pleasant Valley Road Karte                                 | Kirche                                      | 1963            | 11. Dezember 2003 | 1993   | 2    |
| weitere Bilder | Corner Shop                                                      | Geraldine | Talbot Street und Kennedy Street Karte                     | Eckladen                                    | 1901–1907 (ca.) | 5. Dezember 2008  | 9946   | 2    |